# Alison Bruce
Alison Bruce (ur. w 1962) – nowozelandzka aktorka. Uczęszczała do Keskidee Theatre & Red Mole workshops, jednocześnie pracując nad swoim aktorskim warsztatem w Theatre Corporate. Naukę zakończyła w Theatre Corporate Drama School i w kilka lat później zagrała w pierwszym pełnometrażowym filmie. Jest aktorką udzielającą się zarówno na dużym i małym ekranie, a ponadto również na deskach teatru.

## Filmografia

### Seriale TV
| Rok       | Tytuł                        | Tytuł oryginalny                 | Rola                              |
| --------- | ---------------------------- | -------------------------------- | --------------------------------- |
| 2010      | Miecz prawdy                 | Legend of the seeker             | Siostra Verna [2 sezon]           |
| 2009      | Life's a Riot                | Life's a Riot                    | Nell Edmonds                      |
| 2006      | Maddigan's Quest             | Maddigan's Quest                 | Witchfinder                       |
| 2006      | Perfect Creature             | Perfect Creature                 | TV Presenter                      |
| 2001–2003 | Mercy Peak                   | Mercy Peak                       | Louise                            |
| 2001      | Being Eve                    | Being Eve                        | Vivienne Baxter                   |
| 2000      | Xena: Wojownicza księżniczka | Xena: Warrior Princess           | Kahina                            |
| 1999      | Xena: Wojownicza księżniczka | Xena: Warrior Princess           | Talia                             |
| 1999      | Młody Herkules               | Young Hercules                   | Simula                            |
| 1998      | Shortland Street             | Shortland Street                 | Danni Brown/Nurse Lindsay Maguire |
| 1998      | City Life                    | City Life                        | Katherine Dwyer                   |
| 1998      | The Chosen                   | The Chosen                       | Denise                            |
| 1998      | Willy Nilly                  | Willy Nilly                      | Carol                             |
| 1995      | Xena: Wojownicza księżniczka | Xena: Warrior Princess           | Królowa Melosa                    |
| 1995      | Herkules                     | Hercules: The Legendary Journeys | Postera                           |
| 1990      | Star Runner                  | Star Runner                      | Carol West                        |
| 1987      | Adventurer                   | Adventurer                       | Sovay Banks                       |

### Filmy kinowe
| Rok  | Tytuł                         | Tytuł oryginalny              | Rola                |
| ---- | ----------------------------- | ----------------------------- | ------------------- |
| 2007 | Tatuażysta                    | The Tattooist                 | Pielęgniarka Charge |
| 2007 | Zrujnowane życie              | Reckless Behaviour            | Panna Leister       |
| 2005 | Prawdziwa historia            | The World's Fastest Indian    | Lekarz              |
| 2004 | Spooked                       | Spooked                       | Sheila Miller       |
| 2004 | As Dreams Are Made On         | As Dreams Are Made On         | Ruth                |
| 2003 | Sylvia                        | Sylvia                        | Elizabeth           |
| 1999 | Magik and Rose                | Magik and Rose                | Magik               |
| 1992 | Alex                          | Alex                          | Dziennikarka        |
| 1992 | Zatopić „Rainbow Warrior”     | The Rainbow Warrior           | Leslie Holbrook     |
| 1991 | The End of the Golden Weather | The End of the Golden Weather | Auntie Kass         |
| 1991 | Old Scores                    | Old Scores                    | Ngaire Morgan       |
| 1990 | Anioł przy moim stole         | An Angel at My Table          | Dora                |
| 1990 | User Friendly                 | User Friendly                 | Augusta             |